# Dagmara Domińczyk
Dagmara Domińczyk (Kielce, 17 luglio 1976) è un'attrice polacca naturalizzata statunitense.

## Biografia
Nata in Polonia, figlia di Aleksandra e Mirosław Domińczyk, membri del movimento dissidente polacco Solidarność, è la sorella maggiore di Veronika e Marika Domińczyk. Nel 1983 la famiglia Domińczyk si trasferisce a New York e chiede l'asilo politico, dopo che i suoi genitori sono stati espulsi dalla Polonia per il coinvolgimento del padre con l'Amnesty International e con Solidarność.
All'età di 14 anni ottiene una borsa di studio per il programma di teatro al liceo LaGuardia Arts, successivamente studia alla Carnegie Mellon University, laureandosi in Arti Drammatiche nel 1998. Nel 1999 debutta a Broadway, sostituendo l'attrice britannica Anna Friel nel dramma Closer di Patrick Marber. Debutta al cinema con un piccolo ruolo nella commedia romantica Tentazioni d'amore, successivamente recita in Rock Star ed è la coprotagonista femminile in Montecristo, quest'ultimo tratto da Il conte di Montecristo di Alexandre Dumas.
Nel 2006 ha recitato al fianco di John Travolta in Lonely Hearts e ha fatto parte del cast corale di Correndo con le forbici in mano di Ryan Murphy. Nel 2011 recita in Higher Ground, debutto alla regia dell'attrice Vera Farmiga. Nel 2013 viene diretta da James Gray in C'era una volta a New York con Marion Cotillard, Joaquin Phoenix e Jeremy Renner. Nel 2013 pubblica il suo primo romanzo intitolato The Lullaby of Polish Girls, basato sulla sua infanzia in Polonia.

## Vita privata
Dal 2005 è sposata con l'attore Patrick Wilson, la coppia ha due figli; Kalin Patrick Wilson (23 giugno 2006) e Kassian McCarrell Wilson (9 agosto 2009). La famiglia Wilson risiede a Montclair, New Jersey.

## Filmografia parziale

### Attrice

#### Cinema
- Tentazioni d'amore (Keeping the Faith), regia di Edward Norton (2000)
- Rock Star, regia di Stephen Herek (2001)
- Montecristo (The Count of Monte Cristo), regia di Kevin Reynolds (2002)
- They - Incubi dal mondo delle ombre (They), regia di Robert Harmon (2002)
- Cruel Divana, regia di Gary Ellis (2003)
- Kinsey, regia di Bill Condon (2004)
- Uomini & donne (Trust the Man), regia di Bart Freundlich (2005)
- Mentor, regia di David Langlitz (2006)
- Lonely Hearts, regia di Todd Robinson (2006)
- Correndo con le forbici in mano (Running with Scissors), regia di Ryan Murphy (2006)
- Prisoner, regia di David Alford e Robert Archer Lynn (2007)
- Helena from the Wedding, regia di Joseph Infantolino (2010)
- Higher Ground, regia di Vera Farmiga (2011)
- The Letter, regia di Jay Anania (2012)
- Phantom, regia di Todd Robinson (2013)
- C'era una volta a New York (The Immigrant), regia di James Gray (2013)
- Jack Strong, regia di Władysław Pasikowski (2014)
- I segreti di Big Stone Gap (Big Stone Gap), regia di Adriana Trigiani (2014)
- Let's Kill Ward's Wife, regia di Scott Foley (2014)
- A Woman, a Part, regia di Elisabeth Subrin (2016)
- The Assistant, regia di Kitty Green (2019)
- La figlia oscura (The Lost Daughter), regia di Maggie Gyllenhaal (2021)
- Bottoms, regia di Emma Seligman (2023)
- Priscilla, regia di Sofia Coppola (2023)
- Miller's Girl, regia di Jade Halley Bartlett (2024)

#### Televisione
- Squadra emergenza (Third Watch) – serie TV, 2 episodi (2001)
- Law & Order - Unità vittime speciali – serie TV, 1 episodio (2003)
- Big Apple – film TV, regia di Adam Bernstein (2004)
- The Five People You Meet in Heaven – film TV, regia di Lloyd Kramer (2004)
- 24 – serie TV, 2 episodi (2005)
- Hitched – film TV, regia di Thomas Carter (2005)
- The Bedford Diaries – serie TV, 4 episodi (2006)
- The Good Wife – serie TV, 1 episodio (2011)
- Suits – serie TV, 1 episodio (2011)
- Person of Interest – serie TV, 1 episodio (2012)
- Boardwalk Empire - L'impero del crimine – serie TV, 1 episodio (2014)
- Succession - serie TV, 34 episodi (2018-2023)
- The Accidental Wolf - serie TV, episodi 1x04-2x02 (2020-2022)
- We Own This City - Potere e corruzione (We Own This City) – miniserie TV, 6 puntate (2022)
- Hello Tomorrow!, serie TV, 5 episodi (2023)

### Doppiatrice
- My Love Affair with Marriage, regia di Signe Baumane (2022)

## Libri
- (EN) The Lullaby of Polish Girls: A Novel, New York, Spiegel & Grau, 2013, ISBN 978-0-81-299355-4.
- (DE) Wir träumten jeden Sommer, Berlino, Insel Verlag, 2015, ISBN 978-3-45-836069-8.

## Discografia

### Audiobook
- 2008 - Philippa Gregory The Other Queen (abridged)

## Riconoscimenti
- Method Fest
  - 2007 - Miglior attrice non protagonista per Mentor
- Pena de Prata
  - 2021 - Miglior cast in una serie drammatica per Succession (condiviso con altri)
  - 2022 - Candidatura al Miglior cast in una serie limitata o antologica o il uno special TV per We Own This City (condiviso con altri)
- Screen Actors Guild Award
  - 2022 - Miglior cast in una serie drammatica per Succession (condiviso con altri)

## Doppiatrici italiane
Nelle versioni in italiano delle opere in cui ha recitato, Dagmara Domińczyk è stata doppiata da:
- Chiara Colizzi in They - Incubi dal mondo delle ombre, Lonely Hearts, We Own This City - Potere e corruzione
- Claudia Catani in Montecristo
- Emanuela D'Amico in Cruel Divana
- Selvaggia Quattrini in Uomini & donne
- Tiziana Avarista in Correndo con le forbici in mano
- Laura Lenghi in C'era una volta a New York
- Daniela Calò in Law & Order - Unità vittime speciali
- Benedetta Degli Innocenti in Person of Interest
- Sabrina Duranti in Suits
- Monica Migliori in Succession
- Francesca Manicone in La figlia oscura
- Barbara De Bortoli in Priscilla
- Roberta Pellini in Miller's Girl